# Parma Associazione Sportiva 1933-1934
Questa voce raccoglie le informazioni riguardanti il Parma Associazione Sportiva nelle competizioni ufficiali della stagione 1933-1934.

## Stagione
Nella stagione 1933-34 il Parma ha solo sfiorato la promozione vincendo con 38 punti, affiancato alla Reggiana, il girone D a 14 squadre del campionato di Prima Divisione. Poi ha partecipato al girone finale che ha promosso in Serie B il Pisa.

## Rosa
| N. |                   | Ruolo | Calciatore        |
| -- | ----------------- | ----- | ----------------- |
|    | Italia (bandiera) | D     | Marino Cavazzuti  |
|    | Italia (bandiera) | C     | Osvaldo Corti     |
|    | Italia (bandiera) | D     | Bruno Cresci      |
|    | Italia (bandiera) | C     | Bruno Croci       |
|    | Italia (bandiera) | A     | Luigi Del Grosso  |
|    | Italia (bandiera) | D     | Riccardo Ghiretti |
|    | Italia (bandiera) | C     | Angelo Giuberti   |
|    | Italia (bandiera) | C     | Achille Gorla     |
|    | Italia (bandiera) | D     | Italo Maccanelli  |
|    | Italia (bandiera) | D     | Alfredo Mattioli  |

| N. |                   | Ruolo | Calciatore                 |
| -- | ----------------- | ----- | -------------------------- |
|    | Italia (bandiera) | D     | Giovanni Mazzoni           |
|    | Italia (bandiera) | A     | Dillo Moreni               |
|    | Italia (bandiera) | A     | Dino Paini                 |
|    | Italia (bandiera) | A     | Lidio Manzotti             |
|    | Italia (bandiera) | A     | Gilberto Pogliano          |
|    | Italia (bandiera) | C     | Riccardo Poli (calciatore) |
|    | Italia (bandiera) | P     | Arturo Policaro            |
|    | Italia (bandiera) | C     | Augusto Ponticelli         |
|    | Italia (bandiera) | A     | Giuseppe Stocchi           |
|    | Italia (bandiera) | C     | Luigi Villani              |